# Intercambio de tráfico web
Intercambio de tráfico web es la permuta de movimiento de un tipo de sitio web que ofrece un servicio para quienes se dedican a mantenimiento o programación del sitio (webmasters) a cambio de tráfico, por lo general con rotación manual.

## Concepto
El intercambio de tráfico en webs o blogs es el acto de generar tráfico mediante programas de promoción de visitas desde Internet. Por medio de estos programas, el usuario visualiza, durante un tiempo, los distintos webs y blogs que se ofrecen, y acumula créditos que finalmente reditúan en visitas a su web o blog.

### Métodos de intercambio
Existen dos métodos de intercambio de tráfico web:
- Manual, con interacción del usuario. Es la gran opción para promocionar y publicitar la web
- Automático

Una vez que se finaliza una web es imprescindible que se conozca y distribuya. El posicionamiento de la web es primordial para los buscadores con motivo de que el producto o servicio cobre más relevancia y sea a su vez más importante y destacado en el sector hacia el cual se dirige. Una manera de crear tráfico inmediato para una web es mediante programas de intercambio de tráfico, muy populares en Internet.
Básicamente, estos programas constituyen una verdadera promoción en la web, a través de la red de redes, ya que dar a conocer un sitio web o blog en el mayor número de lugares posibles va directamente unido a su buen éxito. El destino final de tal empresa siempre será aumentar visitas para sus intereses contraídos.

## Historia
El intercambio de tráfico se remonta al inicio de la web. Lo utilizan sobre todo las organizaciones, para compartir sitios entre sus empleados.
En 1996 tuvo gran auge, ya que se convirtió en herramienta para localización de sitios interesantes de uso comercial, pues crea tráfico y promoción entre las webs.
Cuando se empezó a usar el surf, los sistemas manuales de intercambios de visitas usaban un contador de 30 segundos. Los creadores de esta técnica pensaron en incidir el máximo tiempo posible con la web en cuestión para poder promocionarla.
La consecuencia de este intervalo cronológico era perjudicial para el anunciante. Por consiguiente, el usuario que la visitaba se 'aburría' de esa web, a no ser que fuese atrayente, y finalmente el visitante abría otras ventanas.
Después aparecieron varios exploradores de navegación de Internet que en sus características incorporaban 'varias pestañas'. Pero también fue negativo para el horizonte de los scripts de intercambio de tráfico. El problema era la acción de abrir a la vez gran cantidad de páginas y cerrarlas casi sin ver su contenido. Actualmente hay scripts de intercambio de tráfico que utilizan esta técnica.
Finalmente, los programadores crearon el boceto de los actuales intercambios de tráfico, el cual se ha mejorado por inserción de seguridad en la navegación, que evita el uso malintencionado de robots que perjudicaban el sistema. Decidieron elaborar una sola ventana de navegación donde el usuario tuviese el control total de la navegación, así como todos los datos correspondientes a su perfil.
Actualmente, los sistemas de intercambio de tráfico son muy seguros y brillan por su robustez y confiabilidad en la navegación.